# موفي ويب
موفي ويب (بالإنجليزية: MovieWeb)‏ هو موقع إخباري ترفيهي وعلامة تجارية للفيديو.

## نظرة عامة
يُقدم موفي ويب تقارير عن الأخبار الترفيهية من خلال موقعهم على الإنترنت. ويحتفظ الموقع أيضًا بقاعدة بيانات للأفلام يمكن البحث فيها.